# Invasión sueca de Rusia (1708-1709)
La invasión sueca de Rusia fue una ofensiva militar del monarca sueco, Carlos XII, durante la gran guerra del Norte. La invasión fue motivada por la rápida alianza de Rusia con otros estados enemigos del Imperio sueco, como Sajonia (Tratado de Thorn) o Dinamarca-Noruega (Tratado de Copenhague). Carlos XII, sabiendo que las fuerzas rusas aún no se habían recuperado de las derrotas en los primeros compases de la guerra, decidió cruzar el Vístula el 1 de enero de 1708. La campaña finalizó con la derrota de las fuerzas suecas en la famosa batalla de Poltava.

## Contexto
En los primeros años de la gran guerra del Norte, el rey Carlos había conseguido victorias significativas a las fuerzas confederadas de Federico IV de Dinamarca y Noruega y Augusto II de Polonia-Lituania. En Polonia, los suecos instauraron el reinado de Stanisław Leszczyński, convirtiendo el reino polaco en un estado satelital del Imperio sueco, y consolidando así su frontera con el Zarato de Rusia.
Así las cosas, Carlos XII entra en Rusia por la frontera polaca cruzando el congelado Vístula el 1 de enero de 1708 al frente de 40.000 soldados, la mitad de ellos de caballería, y algunas pocas piezas de artillería. Esta era una estrategia característica de su estilo militar, basándose en el movimiento de sus tropas a gran velocidad por direcciones inesperadas. Siguiendo esta estrategia, Carlos XII enfrentó a Pedro I de Rusia tan solo un mes después de cruzar la frontera, llegando a Hrodna tan solo dos horas después de las fuerzas rusas la hubieran abandonado. 
Carlos XII era un líder militar muy hábil y sabía que la invasión de Rusia era un acto muy arriesgado. Ya se había opuesto a sus consejeros cuando estos propusieron invadir Rusia en invierno tras la batalla de Narva. En esta ocasión, decidió iniciar la invasión porque esperaba que, al comenzar antes de la primavera, podría recibir refuerzos suecos y ucranianos de sus aliados cosacos bajo la dirección de Iván Mazepa. Sin embargo, los refuerzos suecos fueron emboscados por las tropas rusas, y las fuerzas de Mazepa tuvieron que hacer frente al ejército ruso bajo el mando de Aleksandr Ménshikov, que acabó destruyendo la capital de Mazepa. Finalmente los cosacos aportaron unos 1.300 soldados al ejército de Carlos XII.
La invasión se empezó a complicar debido a la táctica rusa de tierra quemada. El ejército ruso se aseguraba de quemar el grano, dispersar al ganado y quemar el grano sin recolectar, dejando al ejército sueco sin provisiones que encontrar. El «Gran Invierno» diezmó al ejército sueco hasta dejarlo reducido a 24.000 soldados. En mayo de 1709, los suecos, en dirección a Ucrania, donde esperaban reagruparse, se enfrentaron por fin al ejército ruso en las cercanías de Poltava. En la batalla de Poltava, los suecos fueron derrotados y la mayoría de los supervivientes se rindieron en Perevolochna (pueblo cercano de Poltava).
A Carlos se le permitió huir a Moldavia (por aquel entonces parte del Imperio otomano) donde buscó la protección del sultán otomano, que tradicionalmente era hostil a los rusos, dando lugar, de hecho, a la guerra ruso-turca (1710-1711). Pedro el Grande aconsejó sobornar al visir turco para conseguir la paz, haciendo aguas las ambiciones de Carlos XII para abrir un frente nuevo en el Sur de Rusia.
Las consecuencias de la invasión fallida fueron muy determinantes. El Imperio sueco no volvería a conseguir nuevos territorios tras lo sucedido en Poltava. Jorge I de Gran Bretaña (elector del Sacro Imperio por Brunswick-Luneburgo) llevará al Reino Unido y a Prusia a la guerra contra Suecia, al tiempo que Dinamarca volvía a la guerra. Rusia por su parte ganó prestigió en Europa, consiguió aliarse con Luis XIV de Francia e instaló los cimientos para la futura declaración del Imperio ruso en 1721.